# Püsterich

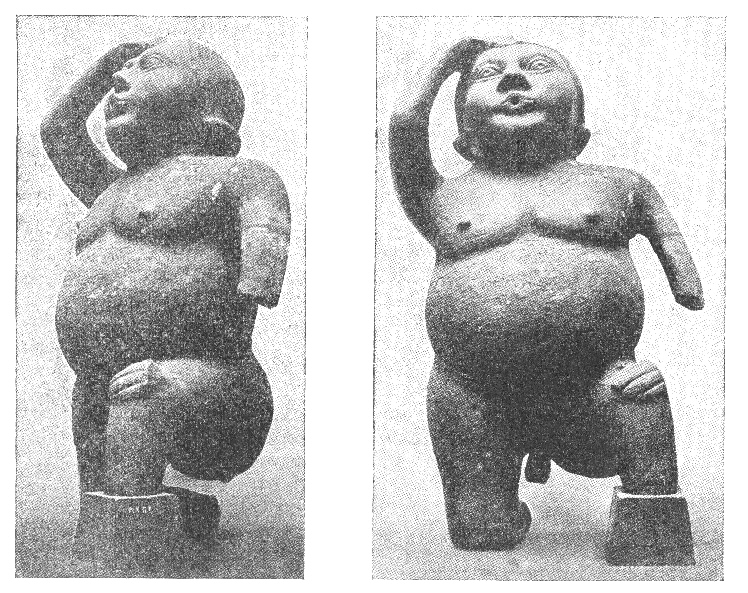
Der Püstrich von Sondershausen (Abbildung um 1930)

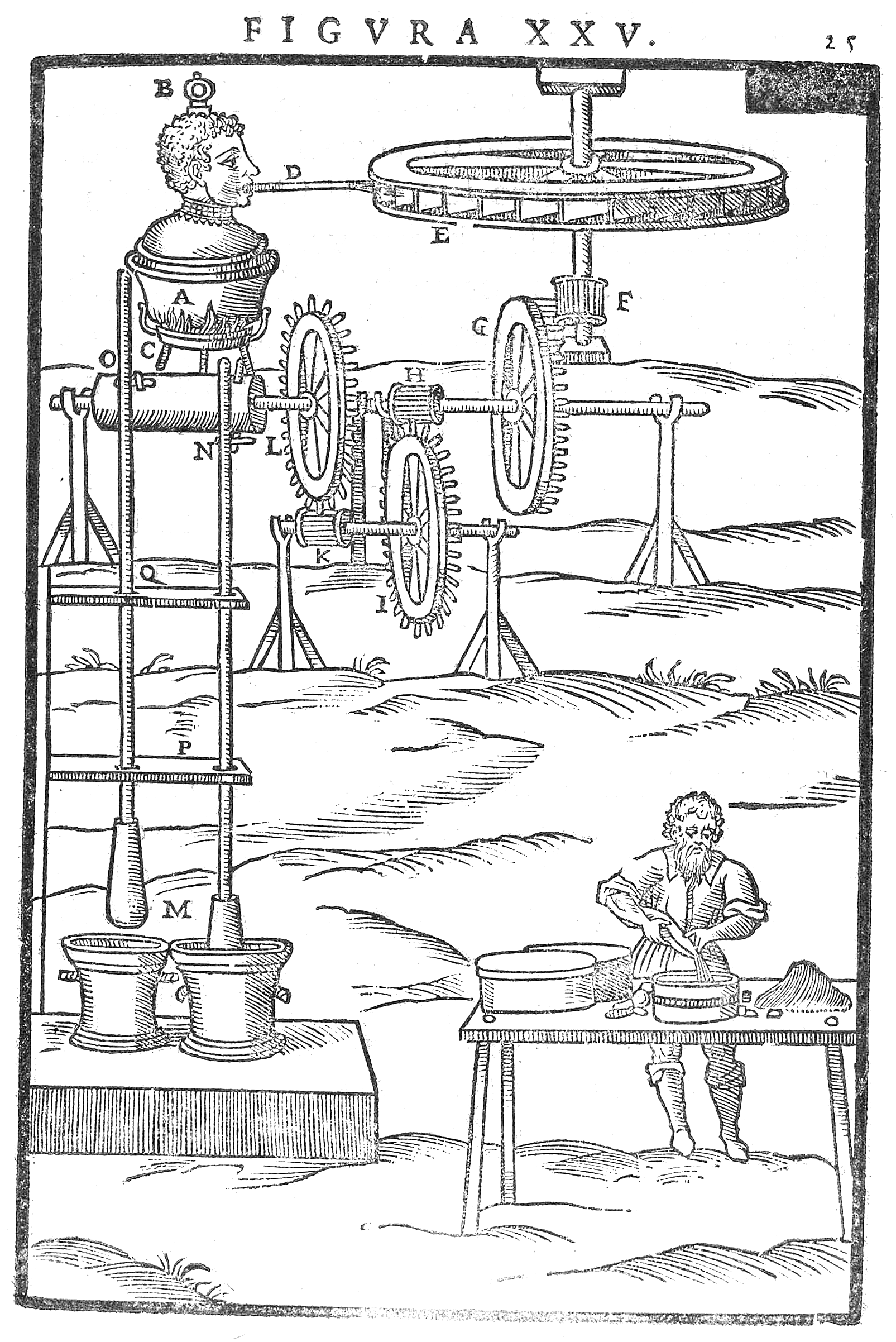
Püsterich als Teil einer Dampfturbine nach Giovanni Branca, 1629

Püsteriche oder Peuster, Dampfbläser und Feueranbläser sind Heronsbälle in Form einer hohlen, meist dickbäuchigen Figur aus Ton oder Bronze.

## Begriff und Geschichte
Püsteriche zählen zu den sogenannten aeolipila, ihr Name geht auf Äolus, den antiken Gott der Winde zurück; erwähnt finden sie sich schon bei Heron von Alexandria in dessen Pneumatica, einem Werk, das sich mit der praktischen Anwendung von Luft- und Wasserströmungen befasst. Dort aber werden sie mehr als Wunderwerke und geistreiche Erfindungen beschrieben, als Automatentheater sozusagen; jedenfalls hat man als solchen auch den sogenannten „Heronsball“ verstanden, den frühesten Dampfapparat überhaupt, und unter die Kuriosa gereiht. Als wissenschaftliche Instrumente werden aeolipila dagegen bei Vitruv erörtert, der im ersten seiner zehn Bücher über die Architektur (I.6,2) – als er von der Stadtplanung handelt und von den Winden, von denen es gelte, die Straßenzüge von diesen abzuschirmen – schreibt, dass man die Wirkung des Windes nachstellen und ablesen könne an hohlen, erzenen Bällen mit einer winzigen Öffnung, die, mit Wasser gefüllt und ans Feuer gestellt, heftig bliesen, sobald sie sich erwärmten: »So lässt sich aus dem kleinen und sehr kurzen Schauspiel über die großen und fruchtbaren Naturgesetze des Himmels und der Winde Kenntnis und Einsicht gewinnen.«
Vitruv bleibt hinsichtlich der formalen, künstlerischen Gestalt solcher Feueranbläser weitgehend undeutlich; vielleicht waren die von ihm beschriebenen Instrumente nicht einmal humanoid ausgebildet. Und doch haben sich als menschliche Figuren gebildete aeolipila aus der Antike erhalten, so ein Feueranbläser in Gestalt eines Silens (Bronze, 19,5 cm, 2. Hälfte des 2. Jh. n. Chr.) aus dem Musée Romain in Aventicum, im Schweizerischen Kanton Waadt, oder in Gestalt eines ‚Mohren‘ (Bronze, 14,2 cm, aus der frühen Kaiserzeit) im Musée du Louvre. Die antiken Figuren korrespondieren dabei in ihren essentiellen Schemata durchaus mit den mittelalterlichen, etwa einer Bronze aus Basingstoke, heute im Besitz der Society of Antiquaries in London. Meist handelt es sich um voluminöse, hockende Figuren, welche die rechte Hand zur Stirn erhoben haben, während die linke auf dem aufgestellten linken Knie ruht oder das überdurchschnittlich groß gebildete Glied umfasst.
Die bekannteste Figur stellt der 57 cm hohe, bronzene „Püstrich von Sondershausen“ dar, der in den 1540er Jahren in Thüringen gefunden wurde und seit 1591 in zahlreichen Beschreibungen erwähnt wurde. Die Beschreibungen nahmen anfänglich an, dass es sich um ein vorchristliches Götzenbild der Thüringer handele.
Im 13. Jahrhundert beschreibt der deutsche Universalgelehrte Albertus Magnus einen Püsterich in seiner Schrift De Meteoris:
„Man nimmt ein starkes Gefäß aus Erz, das innen möglichst gewölbt sei und oben eine kleine Öffnung und eine andere wenig größere am Bauch hat, und das Gefäß habe seine Füße so, daß sein Bauch die Erde nicht berührt. Es werde mit Wasser gefüllt und nachher durch Holz kräftig verschlossen an jeder der beiden Öffnungen. Man setzt es auf ein sehr starkes Feuer, dann entsteht Dampf im Gefäß, dessen Kraft durch eine der beiden verschlossenen Öffnungen wieder hervorbricht. Bricht sie oben hervor, so wirft sie das Wasser weit zerstreut über die umliegenden Stellen des Feuers. Bricht sie unten hervor, dann spritzt sie das Wasser in das Feuer und schleudert durch den Ungestüm des Dampfes Brände und Kohlen und heiße Asche weit vom Feuer über die Umgebung. Man nennt deshalb ein solches Gefäß gewöhnlich auch ‚sufflator‘ und pflegt es nach der Gestalt eines blasenden Mannes zu formen.“
In Konrad Kyesers Autograph Cod. Ms. philos. 63 aus dem 15. Jahrhundert wird ein Feuerbläser als Philoneus beschrieben:
„Ich bin der Philoneus aus Kupfer, Silber, Erz, Ton oder Gold gefertigt, und brenne nicht, wenn ich leer bin. Doch halte mich mit Terpentin oder feurigem Weingeist gefüllt an das Feuer, so sprühe ich, erwärmt, feurige Funken, mit denen du jede Kerze anzünden kannst.“
Man weiß bis heute nicht wirklich, welche Bedeutung (oder ob überhaupt eine) diesen Feueranbläsern, über das schiere Anblasen des Feuers hinaus, ursprünglich zukam. Immerhin aber ist ihre Darstellung als Silen etwa, jedenfalls als hockende, erdverbundene Figur, mit voluminösen Körperformen oder übermäßig groß ausgebildetem Geschlechtsteil, unübersehbar Ausdruck eines an sie gebundenen besonderen Fruchtbarkeitsgedankens. Und allein ihre Erhaltung, also die Tatsache, dass sie nicht, wie die meisten Bronzen, wenn sie ihren Zweck nicht mehr erfüllten, eingeschmolzen wurden, weist darauf hin, dass sie als kostbare Gegenstände betrachtet und gewürdigt wurden, und das weit über die Antike hinaus. Wie sich die Kenntnis dieser Statuetten tradiert hat, ist allerdings fraglich. Julius von Schlosser etwa hat den Wiener Püsterich als »Paraphrase« jenes aus Sondershausen apostrophiert. Um Paraphrasen, Umschreibungen also geht es wohl in erster Linie: Die Kunde von den Figuren wird sich, so mobil sie selbst auch sein mögen, primär mündlich und schriftlich verbreitet haben. Der sogenannte „Jack of Hilton“ (ein heute im Ashmolean Museum in Oxford aufbewahrter Püsterich) wurde erstmals in Robert Plots Natural History of Staffordshire Ende des 17. Jahrhunderts grafisch reproduziert.
Auch einige Quellen aus der Renaissance überliefern die Figur: Antonio di Pietro Averlino berichtet von einem von ihm für Francesco I. Sforza geschaffenen „putto nudo“, der den großen Kamin von dessen Mailänder Palast anfeuerte. In Leonardo da Vincis Codex Atlanticus erscheint die Zeichnung einer Dampf ausströmenden Knabenbüste mit der Beischrift: „Se questa testa è piena insino alla bocca d’acqua, bollendo l’acqua, e uscendo el fumo sol per la bocca, a forza d’accendere un fuoco.“ Wobei darauf hinzuweisen ist, dass die Verstärkung der Flamme nicht so sehr auf der Bewegung der Luft beruht, als vielmehr auf dem chemischen Prozess der Entwicklung von Wassergas, also der Überführung von Kohlenstoff in eine gasförmige Verbindung, die besonders gut brennt.

## Blasrohr
Als Püster oder Püsterich wurden in Niederdeutschland eiserne Blasrohre bezeichnet, die, meist aus langen Läufen unbrauchbar gewordener Schusswaffen umfunktioniert, auf dem Lande zum Anfachen des Herdfeuers dienten. Daher kommt auch die scherzhafte Bezeichnung „Püster“ für Gewehr oder Flinte. Ein „Puderpüster“ diente zum Pudern der Perücken. Daraus erklärt sich vermutlich die niederdeutsche Bezeichnung „Püster“ für den Bovist, eine Pilzart, die beim Anstoßen ihr Sporenpulver entweichen lässt.